# Тома Попович
Тома Николов Попович или Попов е български възрожденски просветен деец, общественик и участник в църковно-националните борби.

## Биография
Тома Попович е роден в Пазарджик. Произхожда от учителско семейство. Учителства в родния си град (1864) и в други селища. От 1866 година работи като учител в Неврокоп (днес Гоце Делчев) на мястото на Атанас Кръстев, където впоследствие се задомява. Попович обогатява училищната програма с въвеждането на изучване на българска история. Взема дейно участие в обществения живот на града. По негова инициатива през 1867 година в Неврокоп отваря врати девическо училище, а през 1870 година се създава женско дружество „Ученолюбие“. Попович е един от инициаторите на народния събор, проведен през 1869 година в село Гайтаниново, на който се отхвърля върховенството на Цариградската патриаршия. Довежда и сестра си Еленка Попова за учителка в девическата гимназия. В Неврокоп той работи до 1870 година, когато напуска службата си.
През 1872 година Попович заминава за Банско, където преподава две учебни години (до 1874). През учебната 1874 - 1875 учителства в Долен, Неврокопско, а в следващата 1875 - 1876 година в Мелник, когато се завръща в родния си град. Участва и в национално освободителните борби.
Той е сред основателите на съществувалото от 1873 до 1878 година Сярско-мелнишко-драмско-неврокопско учителско дружество „Просвещение“. Поддържа активна кореспонденция със Стефан Веркович и му сътрудничи в събирането на етнографски материали.